# Zespół pałacowy w Plinkszach

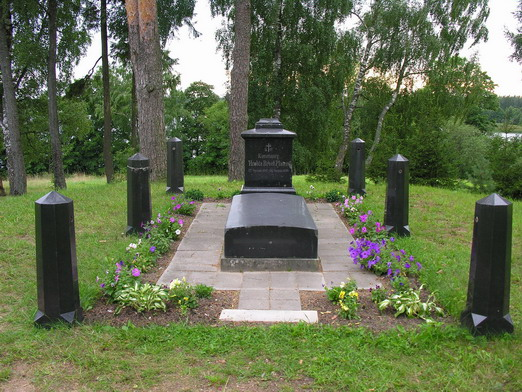
Nagrobek K. Broel-Platera w parku dworskim

Zespół pałacowy w Plinkszach – pałac, park i część zabudowań gospodarczych pozostałych z majątku Platerów w Plinkszach (Litwa, rejon możejski).
Zbudowany w końcu XIX wieku przez Konstantego Broel-Platera, właściciela majątku. Murowany budynek na planie prostokąta ma dwa piętra i wysoką suterenę. Trzynastoosiowy pałac nakryty jest czterospadowym dachem. Pośrodku elewacji przedniej i tylnej (ogrodowej) znajdują się ryzality z trójkątnymi frontonami, zaś przed ryzalitami wybudowano ganki. Nad gankami znajdują się obszerne balkony, podtrzymywanie przez narożne słupy ganków oraz znajdujące się między nimi kolumny jońskie. Balkony są otoczone balustradami. Na przednim balkonie balustrada jest tralkowa, zaś od strony ogrodu - z kutego żelaza.
Ryzality ozdobione są pilastrami. Ściany sutereny są boniowane. Dodatkowym zdobieniem jest gzyms kroksztynowy oraz nadokienniki, które na parterze są półowalne, na piętrze mają kształt prostych listew, na ryzalitach zaś nadokienniki są trójkątne.
We wnętrzach zachowały się niektóre ozdobne piece oraz sztukaterie. 
Otaczający pałac park został uznany w 1986 za pomnik przyrody. W skład zespołu uznanego za zabytkowy wchodzi, oprócz pałacu, 6 innych budynków (oficyny, stajnia, lodownia) oraz park i znajdujący się w parku marmurowy nagrobek Konstantego Broel-Platera. 

## Historia
Broel-Platerowie zostali właścicielami majątku w połowie XIX wieku. Konstanty Broel-Plater wybudował pałac w latach 1870-1880, prawdopodobnie po swoim ożenku w 1876. Po jego śmierci w 1899, właścicielami zostali jego córka Olga ze swoim mężem Aleksandrem Kaszowskim-Ilnickim. Po reformie rolnej na Litwie sprzedali oni pozostawioną im część majątku (w tym pałac) państwu. W 1934 w pałacu urządzono szkołę rolniczą. Szkoła zajmowała pałac do 1977, później niszczejący budynek przejęła rafineria w Możejkach, a następnie Browar Gubernija. Planowano wykorzystanie zabytku na ośrodek wypoczynkowy lub restaurację, lecz w 2015 budynek wyglądał na opuszczony. 